# Itabi
Itabi é um município brasileiro do estado de Sergipe.

## História

### Primeiros moradores
No ano de 1821, oriundos da Fazenda Sítios Novos (hoje município de Canhoba) dois caçadores em seus desbravamentos, chegaram a descobrir uma lagoa nas proximidades da Pedra da Paciência (nome dado pelos próprios em se tratar-se de uma beleza). A então região ficou por eles denominada “Lagoa das Panelas” em razão de terem encontrado no local inúmeras quantidades de panelas de origem indígena.
Os dois desbravadores por nome de José Ferreira de Góis e Antônio José dos Santos, por serem freqüentadores da feira pública de Propriá, espalharam a notícia da localização da Lagoa das Panelas, chegando então aos ouvidos do comerciante de açúcar Manoel Quinca Palatem, senhor de engenho no povoado Cutia, município de Capela, o qual colocou os devidos dados sobre a exata localização da Pedra da Paciência, tendo como ponto de orientação a Serra da Melancia. No local foi erguida uma bandeira para melhor exatidão.
O comerciante e senhor de engenho Manoel Quinca Palatem, traçando um percurso cansativo, saindo da Cutia acompanhado de escravos e zabumbas, que serviam para espantar as onças que habitavam na região, passando pela Taquera, Segredo, Saco de Areia, Moita Redonda, Braúna Torta, Queimadinha, Guedes e Travessia (município de Aquidabã), Mata Grande, Baixo do Mamoeiro e Pedra da Formosa, rumo a Lagoa das Panelas, também acompanhado da família Manoel Quinca Palatem, fixou-se no local construído seu sobrado no alto da atual rua Boa Vista.
Denomina de Panelas o lugarejo já em 1884, teria construído um cruzeiro na Fazenda Bela Vista de propriedade de João Correa Palatem, onde foi celebrada a primeira missa pelo padre Francisco Gonçalves de Lima.
Em 1886 tornava-se concluída a pequena capela do lugarejo, que a 8 de setembro de 1897 o padre Francisco de Lima, introduziu a imagem de Nossa Senhora da Conceição, padroeira do lugarejo. Em seguida, a denominação Lagoa das Panelas foi alterada para Nossa Senhora da Providência, em virtude do constante crescimento do lugarejo pela divina providência.
Já em 7 de janeiro de 1891 foi realizada a primeira feira, tendo dentre seus vários moradores a alferes Pedro Vieira de Menezes, precursor político, oriundo do município Jacaré dos Homens, em Alagoas.

### Desenvolvimento
Em decorrência do avanço que o lugarejo obtinha, surgiram moradores de diversos pontos, tendo como sua economia de destaque o cultivo do algodão, transformando em um dos maiores produtores do estado, com fábricas de beneficiamento.
Em 1936, foi criado o terço dos homens pelo frei peregrino quando já havia uma comunidade que tinha sua padroeira (Nossa Senhora da Conceição), sua capela e sua fé.
Em 1938, foi criado o Distrito de Paz. Já em 1944 foi elevado a vila, quando na data o poeta sergipano Simeão Sobral, denominou a então vila por nome de Itabi, em função das duas pedras (em tupi-guarani: ita, "pedra" e bi, "duas").

### Emancipação
No início da década de 1950, enquanto o vilarejo era descrito pelos principais meios de comunicação, como o Correio Brasileiro, como "a primeira localidade no território nacional a queimar uma urna eleitoral", numa campanha tumultuada, os candidatos Arnaldo Garcez e Leandro Marciel decidiram o governo do então vilarejo de Itabi.
Por consequência, o governador eleito Arnaldo Garcez, em reconhecimento, elevou o vilarejo a município no dia 25 de novembro de 1953, pelo decreto Lei estadual n° 525-A. criando também o povoado Boa Hora (palavra de Arnaldo Garcez, “Foi o meu presente a Itabi”).
Em 1954, foi realizada a primeira eleição municipal, tendo como o primeiro prefeito Francisco Vieira de Menezes, para o mandato de 1955 a 1960.

## Filhos ilustres
- Ver Biografias de itabienses notórios